# Poesia Lírica de Fernando Pessoa

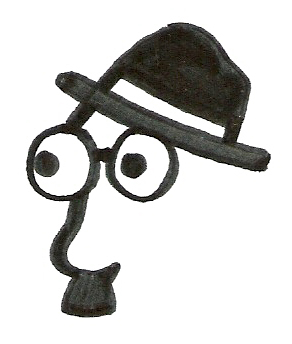
Desenho de Cristiano Sardinha

Fernando Pessoa (Lisboa, 13 de Junho de 1888 — Lisboa, 30 de Novembro de 1935) é um poeta plural, cujas criações literárias têm diferentes conceitos de vida e estilos próprios - os Heterónimos. Porém este não abdicou do seu próprio ser, produzindo, entre uma obra vasta e complexa, um grande conjunto de poemas líricos com o seu legítimo nome na autoria, onde é marcada a angustiada procura pela decifração filosófia e racional do enigma do ser e da vida, que tem como resultado a fragmentação do eu de Pessoa, tendência desde cedo presente devido à sua facilidade em criar um mundo fictício em seu torno, e a criação da teoria do fingimento poético, onde afirma que a base da arte é a expressão da emoção intelectualizada, transformação essa através da memória; Porém a excessiva inquietação racional leva-o a uma infelicidade perpétua, a uma dor de pensar e a uma profunda saudade da sua infância perdida em que era inconscientemente feliz. Deste modo o seu único refúgio é constituído pela tal nostalgia e pelos sonhos.

## Linhas temáticas fundamentais

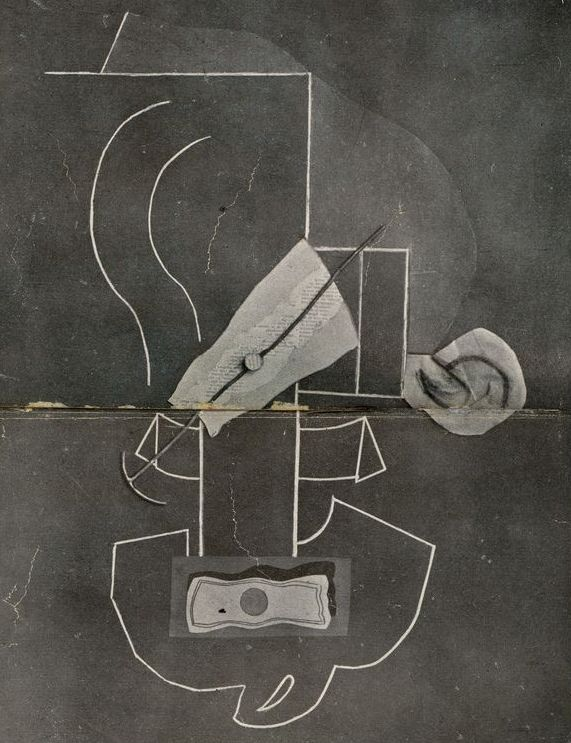
Pintura de Santa-Rita Pintor

### Decifração do enigma do ser
A procura angustiada pela própria identidade, uma verdade intangível devido à sua pluralidade no ser, pois tendo muitos indivíduos fechados em si mesmo, torna-se ninguém.

### Fragmentação do eu
Perante o confronto do seu ser plural, cria a fragmentação do eu como a solução para o encontro de consigo mesmo, da sua auto-descoberta, uma vez que Ser um é cadeia,/Ser eu não é ser. No entanto, é um caminho sem retorno e os fragmentos do espelho quebrado da sua alma nunca lhe revelarão a sua unidade, a sua identidade perdida.

### Tédio existencial
A interrogação filosófica incessante acerca do mistério da vida, e por consequente do seu próprio ser, leva-o a um estado de melancolia, de desalento, de um profundo cepticismo e de angústia e tédio existenciais por saber que esta é irrespondível e torna-se incapaz de viver a vida, acrescentando-lhe ainda a solidão interior.

### Sonho
Insatisfeito com o presente e, devido à fragmentação, incapaz de atingir a felicidade tão desejada, Pessoa sente que tudo é do outro lado - mesmo o próximo é sentido como longínquo -, e impelido pela sua permanente inquietação, recorre ao sonho como fuga da realidade -é onde existem coisas impossíveis e memórias de uma infância impossível-; mesmo estando consciente que os sonhos são dores, porque tem a consciência que os sonha, e que não é com ilhas do fim do mundo,/(...)/ que cura a alma do seu mal profundo.

### Nostalgia da infância
Sente uma grande saudade pela infância irremediavelmente perdida pois esta remete para o tempo em que era feliz inocentemente sem saber que o era, porque ainda não se tinha procurado e, por isso, não se tinha fragmentado. Assim essa criança que foi é agora símbolo da inconsciência, do sonho e da felicidade longínqua como a pobre ceifeira que canta ou o gato que brinca na rua, cujas inconscientes felicidades o poeta inveja porque já não consegue senti-la sem pensar nela e, por isso, deixa de a sentir na totalidade.

### Dor de Pensar
A procura exaustiva da racionalidade e do conhecimento através da inteligência, que causa a intelectualização da sensação tem como preço a sua trituração mental e a inacessibilidade da felicidade.

### Fingimento Poético
Para Pessoa, a verdadeira emoção artística é aquela que foi intelectualizada. Deste modo procura escrever não no momento da emoção, mas no momento da recordação dela, uma vez que é na recordação, única parte da inteligência,(...) que pode conservar uma emoção. Assim o poeta finge apenas emoções imaginadas, sentidas no intelecto, afirmando que toda a arte é, não a insinceridade, mas sim uma sinceridade traduzida.

## Linhas formais
Contém uma intensa musicalidade, devido à curta métrica, ao uso frequente da quadra e às repetições - características tradicionais da lírica lusitana popular.
Utiliza também um vocabulário simples mas sóbrio e com um tom espontâneo que oscila entre o interrogativo, negativo e o irónico.
Está presente uma linguagem fortemente simbólica pelo recurso a imagens-símbolos e com abundantes metáforas inesperadas e desconcertantes paradoxos que aludem à racionalidade excessiva.

## Síntese

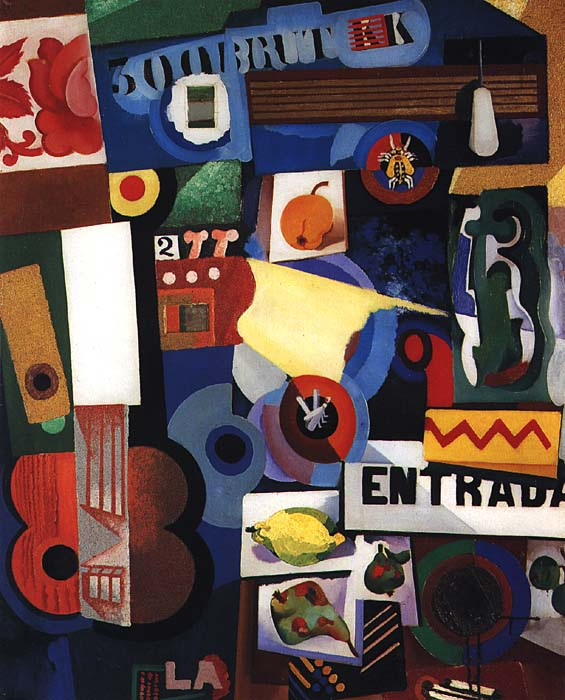
Pintura de Amadeo de Souza-Cardoso

| Aspectos temáticos                                                 | Aspectos formais                   | Aspectos formais |
| ------------------------------------------------------------------ | ---------------------------------- | ---------------- |
| Obsessão pela auto-análise;                                        | Linguagem simples e sóbria;        |                  |
| Desconhecimento de si mesmo;                                       | Influências da lírica tradicional; |                  |
| Ansiedade metafísica;                                              | Musicalidade;                      |                  |
| Fragmentação do eu;                                                | Recurso de imagens-símbolo;        |                  |
| Constante inadaptação à vida;                                      | Uso de metáforas e paradoxos;      |                  |
| Tédio, angústia existencial, náusea, solidão interior, melancolia; | Uso de repetições e reticências;   |                  |
| Evocação da infância como símbolo da felicidade perdida;           |                                    |                  |
| Distância entre sonho e realidade;                                 |                                    |                  |
| Intelectualizão dos sentimentos;                                   |                                    |                  |
| Fingimento poético;                                                |                                    |                  |
| Sofrimento resultante da dor de pensar;                            |                                    |                  |